# Karl Wrba
Karl Wrba (* 1. Oktober 1900 in Wien; † 17. März 1973 ebenda) war Bezirksvorsteher des 10. Wiener Gemeindebezirks Favoriten.

## Leben
Der geborene Favoritner Karl Wrba war zunächst Feinmechanikerlehrling bei der Firma Ericsson in der Absberggasse, wo er bereits mit der sozialdemokratischen Bewegung in Kontakt kam. 1920 wurde er zum jüngsten Sektionsleiter der Partei in Wien. 1925 wurde er Straßenbahnschaffner und ein Jahr später Personalvertreter im Betriebsbahnhof Favoriten. 
Nach dem Ende des Zweiten Weltkriegs versammelte Wrba ehemalige Genossen in seiner Wohnung im Pölzerhof und wurde zum Sprecher der Favoritner SPÖ bestellt. Er war 1945/46 Bezirksvorsteher-Stellvertreter unter dem kommunistischen Bezirksvorsteher Karl Kempf und Gemeinderat, nach den ersten freien Wahlen dann selbst Bezirksvorsteher vom 16. April 1946 bis 11. Mai 1966. In die zwanzigjährige Amtszeit fiel vor allem der Wiederaufbau des im Krieg schwer zerstörten Bezirkes. 
Wrba war weiters Obmann der sozialistischen Bezirksvorsteher Wiens und Obmann des Vereins Volkshochschule Favoriten. 
Karl Wrba wurde auf dem Friedhof Oberlaa (Gruppe 2, Reihe 14, Nummer 22) bestattet.

## Ehrungen
- Silbernes Ehrenzeichen der Republik Österreich (1960)
- Ehrenmedaille der Stadt Wien in Gold (1965)
- Benennung der Wohnhausanlage in der Neilreichgasse 111–115 in Karl-Wrba-Hof (errichtet 1972–1982)